# Arnulf van Gent
Arnulf of Aarnout (Gent, ca. 951 – bij Winkel, 18 september 993) was een Friese graaf (comes Fresonum). Hij bestuurde van 988 tot 993 een graafschap in West-Frisia, dat later Holland genoemd zou worden. Omdat hij in Gent geboren was, werd hij ook wel Arnulf van Gent (Gandensis) genoemd.
Arnulf wordt voor het eerst (samen met zijn ouders) vermeld op 26 oktober 970. Arnulf komt evenals zijn vader en aanvankelijk met hem in tal van Vlaamse oorkonden voor. Arnulf doneerde verschillende bezittingen aan de Abdij van Egmond als beloning voor de hulp van de monniken bij de landaanwinsten, onder meer Hillegersberg (dat eerst bekendstond als Bergan, maar hernoemd werd naar Arnulf's moeder, Hildegard van Vlaanderen) en Overschie.

## Geschiedenis
In 983 vergezelde Arnulf de Duitse koning Otto II en diens zoon Otto III op hun reis naar Verona en Rome. Omstreeks 988 volgt hij zijn vader op als graaf en erft diens bezittingen.
Als graaf slaagde hij er in zijn grondgebied verder naar het zuiden uit te breiden. In West-Frisia kreeg hij te maken met opstanden van de Friese bevolking. De bewoners kwamen in opstand tegen zijn grafelijk gezag vanwege de ingrijpende maatregelen die hij doorvoerde.
Hij was niet alleen een van de machtigste leenheren van het Ottoonse huis in het gebied tussen de Rijn en de Schelde, hij had ook goederen van de Franse kroon in leen. Omdat hij evenals zijn vader een aanhanger van de Ottonen was, kwam hij in conflict met de Franse koning Hugo Capet. Deze verwoestte Arnulfs gebied en ontnam hem zijn Franse bezittingen.
Graaf Arnulf probeerde zijn gezag ook naar het noorden verder uit te breiden, in het gebied van de West-Friezen tussen de Rekere en het Vlie. Hij viel met zijn leger in 993 dit gebied binnen. Bij Winkel werd hij verslagen en sneuvelde hij op 18 september in de strijd. Zijn vrouw Liutgard (ook gespeld: Luitgardis) kon daarop alleen met hulp van koning Otto III het graafschap voor haar zoontje bewaren. Arnulf is met diverse andere familieleden begraven in de toenmalige Abdij van Egmond en werd later heilig verklaard.

## Familie
Arnulf was een zoon van Dirk II van West-Frisia en Hildegard van Vlaanderen. Hij trouwde met Lutgardis van Luxemburg, een zuster van de echtgenote van de Duitse koning Hendrik II. Dit huwelijk vond plaats in mei 980. Arnulf en Liutgard kregen drie kinderen:
- Dirk III
- Siegfried (985-1030), die huwde met Thetburga (985 -)
- Adelheid, ook wel Aleida of Adelina, die huwde met Boudewijn II van Boulogne (ca. 975-1033) en daarna met graaf Engelram I van Ponthieu (overleden ca. 1045)

## Voorouders
| Voorouders van Dirk III van Holland | Voorouders van Dirk III van Holland                            | Voorouders van Dirk III van Holland                            | Voorouders van Dirk III van Holland                            | Voorouders van Dirk III van Holland                            | Voorouders van Dirk III van Holland                                          | Voorouders van Dirk III van Holland                                          | Voorouders van Dirk III van Holland                                          | Voorouders van Dirk III van Holland                                          |
| ----------------------------------- | -------------------------------------------------------------- | -------------------------------------------------------------- | -------------------------------------------------------------- | -------------------------------------------------------------- | ---------------------------------------------------------------------------- | ---------------------------------------------------------------------------- | ---------------------------------------------------------------------------- | ---------------------------------------------------------------------------- |
| Overgrootouders                     | Gerulf I (850 - 896) ∞ ?                                       | Gerulf I (850 - 896) ∞ ?                                       | Meginhard IV van Hamaland (898 - 955) ∞ ?                      | Meginhard IV van Hamaland (898 - 955) ∞ ?                      | Boudewijn II van Vlaanderen (865 - 918) ∞ Ælfthryth van Wessex (868 - 929)   | Boudewijn II van Vlaanderen (865 - 918) ∞ Ælfthryth van Wessex (868 - 929)   | Herbert II van Vermandois (884 - 943) ∞ Adelheid van Frankrijk               | Herbert II van Vermandois (884 - 943) ∞ Adelheid van Frankrijk               |
| Grootouders                         | Dirk I bis (875 - 939) ∞ 928? Gerberga van Hamaland (912 -)    | Dirk I bis (875 - 939) ∞ 928? Gerberga van Hamaland (912 -)    | Dirk I bis (875 - 939) ∞ 928? Gerberga van Hamaland (912 -)    | Dirk I bis (875 - 939) ∞ 928? Gerberga van Hamaland (912 -)    | Arnulf I van Vlaanderen (889 - 965) ∞ 934 Aleidis van Vermandois (916 - 960) | Arnulf I van Vlaanderen (889 - 965) ∞ 934 Aleidis van Vermandois (916 - 960) | Arnulf I van Vlaanderen (889 - 965) ∞ 934 Aleidis van Vermandois (916 - 960) | Arnulf I van Vlaanderen (889 - 965) ∞ 934 Aleidis van Vermandois (916 - 960) |
| Ouders                              | Dirk II (932 - 988) ∞ 948 Hildegard van Vlaanderen (936 - 990) | Dirk II (932 - 988) ∞ 948 Hildegard van Vlaanderen (936 - 990) | Dirk II (932 - 988) ∞ 948 Hildegard van Vlaanderen (936 - 990) | Dirk II (932 - 988) ∞ 948 Hildegard van Vlaanderen (936 - 990) | Dirk II (932 - 988) ∞ 948 Hildegard van Vlaanderen (936 - 990)               | Dirk II (932 - 988) ∞ 948 Hildegard van Vlaanderen (936 - 990)               | Dirk II (932 - 988) ∞ 948 Hildegard van Vlaanderen (936 - 990)               | Dirk II (932 - 988) ∞ 948 Hildegard van Vlaanderen (936 - 990)               |
| 'Arnulf van Gent (951 - 993)’       |                                                                |                                                                |                                                                |                                                                |                                                                              |                                                                              |                                                                              |                                                                              |